# Supercoupe d'Europe masculine de handball 2000
Navigation
Supercoupe 1999 Supercoupe 2001
La Supercoupe d'Europe masculine de handball 2000 est la 5e édition de la compétition qui a eu lieu les 28 et 29 octobre 2000 à Pampelune en Espagne.
Elle est remportée pour la première fois par le club hôte, le Portland San Antonio, vainqueur en finale du FC Barcelone qui s'était imposé lors des quatre premières éditions.

## Équipes engagées et formule
Les équipes engagées sont :
- FC Barcelone, vainqueur de la Ligue des champions (C1) ;
- Portland San Antonio, organisateur et vainqueur de la Coupe des coupes (C2) ;
- RK Metković Jambo, vainqueur de la Coupe de l'EHF (C3) ;
- Dunaferr HK, finaliste de la Coupe des coupes (C2).

Le format de la compétition est une phase finale à 4 (demi-finale, finale et match pour la 3e place) avec élimination directe.

## Résultats
|  | Demi-finales         | Demi-finales         |                        |    | Finale | Finale |
|  | Demi-finales         | Demi-finales         |                        |    | Finale | Finale |
|  |                      |                      |                        |    |        |        |
|  |                      |                      |                        |    |        |        |
|  |                      |                      |                        |    |        |        |
|  | FC Barcelone         | 28                   |                        |    |        |        |
|  | FC Barcelone         | 28                   |                        |    |        |        |
|  | Dunaferr HK          | 20                   |                        |    |        |        |
|  | Dunaferr HK          | 20                   | FC Barcelone           | 24 |        |        |
|  |                      |                      | FC Barcelone           | 24 |        |        |
|  |                      | Portland San Antonio | 28                     |    |        |        |
|  | Portland San Antonio | Portland San Antonio | 28                     | 27 |        |        |
|  | Portland San Antonio |                      |                        | 27 |        |        |
|  | RK Metković Jambo    | 18                   |                        |    |        |        |
|  | RK Metković Jambo    | 18                   | Match pour la 3e place |    |        |        |
|  |                      |                      |                        |    |        |        |
|  |                      |                      |                        |    |        |        |
|  |                      |                      |                        |    |        |        |
|  | Dunaferr HK          | 27                   |                        |    |        |        |
|  | Dunaferr HK          | 27                   |                        |    |        |        |
|  | RK Metković Jambo    | 22                   |                        |    |        |        |
|  | RK Metković Jambo    | 22                   |                        |    |        |        |

Les résultats de la finale est :
| 29 octobre 2000 12h00 | FC Barcelone     | 24 – 28                 | Portland San Antonio     | Pabellón Universitario de Navarra, Pampelune Affluence : 3 000 Arbitrage : Sotiris Migas et Fotis Bavas |
| 29 octobre 2000 12h00 | Rafael Guijosa 9 | (12-16)                 | Richardson et Barbeito 5 | Pabellón Universitario de Navarra, Pampelune Affluence : 3 000 Arbitrage : Sotiris Migas et Fotis Bavas |
| 29 octobre 2000 12h00 | ×4               | noticias de Navarra EHF | ×3                       | Pabellón Universitario de Navarra, Pampelune Affluence : 3 000 Arbitrage : Sotiris Migas et Fotis Bavas |

| FC Barcelone - Gardiens de but : David Barrufet, Tomas Svensson - Joueurs : Andrei Xepkin (1), Enric Masip (1), Demetrio Lozano (4), Rafael Guijosa (9 dont 5 pen.), László Nagy, Antonio Carlos Ortega (3), Christian Schwarzer (2), Fernando Hernández (en) (1), Patrik Ćavar (3), Raúl Campos, Xavier O'Callaghan et Francisco Bustos. - Entraîneur : Valero Rivera - exclusions temporaires : Xepkin, Schwarzer, Masip et Hernández | Portland San Antonio - Gardiens de but : Alexandru Buligan, ? - Joueurs : Óscar Mainer (4), Mateo Garralda (3), Oleg Kisselev (3), Jackson Richardson (5), Ambros Martín, Mikel Errekondo (3), Mikhaïl Iakimovitch (4), Jesús Olalla, Raúl Bartolomé, Fernando Barbeito (5 dont 2 pen.), Álvaro Jáuregui (1). - Entraîneur : Zupo Equisoain (es) - exclusions temporaires : Kisselev, Errekondo et Olalla |

L'évolution du score est : 2-3, 4-9, 6-9, 8-12, 10-13, 12-16 (mi-temps), 12-17, 15-19, 16-20, 19-24, 22-26 et 24-28.